# Град Велики Данденонг
Град Велики Данденонг (енгл. City of Greater Dandenong) је општина у Викторији, Аустралија која се налази у југоисточном предграђу Мелбурна. Општина има површину од 130 km² и на попису 2006. године у њој је живело 125.520 становника. 
Општина је настала 1994. године када су бивше општине Град Данденонг и Град Спрингвејл уједињени.

## Предграђа
Следеће предграђа Мелбурна се налазе у склопу општине Град Велики Данденонг:
- Бангхолм
- Данденонг
- Јужни Данденонг
- Северни Данденонг
- Кијсбора
- Нобл Парк
- Северни Нобл Парк
- Спрингвејл
- Јужни Спрингвејл